# Дродиа, Азмина
Азмина Дродиа (род. сентябрь 1985, Канада) — канадский эксперт по гендерным вопросам, технологиям и правам человека. Этими вопросами Азмина занималась в World Wide Web Foundation; также она работала в Amnesty International и Block Party.

## Жизнь
Дродиа родилась в Канаде в 1985 году. Первое образование она получила в Университете Британской Колумбии в области политологии. В Лондонской школе экономики она получила степень магистра.
С 2010 по 2018 год Азмина работала в Amnesty International. В 2018 году она занимала должность исследовательницы технологий и прав человека.
Азмин опубликовала статью «What Women Want Twitter To Know About Online Abuse» в HuffPost. В ней она цитировала Лауру Бейтс, Миски Нур, Ношин Икбал, Имани Ганди, Зои Куинн, Джессику Валенти, Дайан Эбботт и Николу Стерджен и призывала читателей связаться с Джеком Дорси из Твиттера, который незадолго до этого написал, что хочет «встать на сторону женщин во всем мире, чтобы их голоса были услышаны». Она написала отчёт «Токсичный Твиттер: Насилие и оскорбления в отношении женщин в Интернете» (Toxic Twitter: Violence and Abuse Against Women Online), в котором рассматриваются вопросы онлайн-насилия не только по признаку пола, но также по признакам расы и класса.
В сентябре 2019 года вошла в совет директоров Open Rights Group.
Азмин работала в WWF с октября 2020 года. В июле 2021 года она организовала подписи двухсот известных женщин под открытым письмом с требованием принять меры по прекращению насилия в Интернете. В октябре 2021 года она начала работать в приложении для знакомств Bumble в качестве руководителя политики безопасности, а в декабре 2021 года была включена в список 100 женщин Би-би-си.